# Žlopi
Žlopi so junaki istoimenske pravljice, ki jo je leta 1999 napisal slovenski pisatelj Feri Lainšček.

## Vsebina
Družinski izlet
V soboto popoldne so se žlopek Hu, ata Oto in ded Aldo odločili, da gredo v nedeljo na družinski izlet. Žlopek Hu je predlagal, da naj gredo na jug, ata Oto je predlagal sever, ded Aldo pa vzhod. Prerekali so se vse do večera in vsak je vztrajal pri svojem predlogu. Nato pa so se odpravili k babici Vilmi in jo prosili, naj ona razsodi kateri predlog je najboljši za nedeljski izlet. Všeč ji ni bil nobeden od predlogov, zato jim je sama predlagala naj gredo na zahod. Povedala jim je, da ne ve, kaj jih tam čaka, vendar če jih bo spremljala dobra volja in če ne bodo hodili naokrog s povešenim nosom, bodo zanesljivo našli kaj zanimivega.
Čudodelni napitek
Žlopek Hu je, kot vedno, prepozno vstal. To ga je močno ujezilo, saj so se zato vsi norčevali iz njega. Zato je odšel k žlopki Žužu in jo prosil, naj mu pripravi napitek zoper zaspanost in lenobo. Ker tak napitek, žlopka Žužu lahko pripravi le iz jutranje rose, nabrane z gorskega resja, sta se naslednji dan navsezgodaj odpravila na goro. Medtem, ko je Žužu lovila v posodo kaplice rose, se je Hu široko razprtih oči oziral naokoli. Narava je bila tako lepa, da se mu je vse zdelo kot v pravljici.
Ko je Žužu nabrala roso, je predlagala, da se vrneta v dolino, kjer mu bo pripravila napitek. Vendar se ji je Hu le lepo zahvalil in ji povedal, da sedaj, ko mu je pokazala kako lepa so jutra, se bo zagotovo zbujal med prvimi.
Visoko in še višje
Žlopek Hu in ded Aldo sta se odpravila na vrh najvišje gore v Žlopaniji. Med vzpenjanjem je žlopek Hu opazoval ptice in med tem ugotovil, da so Žlopi najhitrejša bitja, ne znajo pa leteti.
Zaljubljeni Oto
Ata Oto se je to poletje znova zaljubil v mamo Jo. Ves čas se je ljubeče vrtel okoli nje in ji izpovedoval ljubezen. Žlopka Žužu in žlopek Hu pa sta se ob tem zabavala.

## Predstavitev glavnih likov
Na prvi pogled je žlop zelo podoben polžu. Vendar pa se močno razlikujeta po svojih lastnostih, najbolj po hitrosti. Žlop je namreč najhitrejše bitje pod soncem, polž pa eno najpočasnejših. Prav tako se močno razlikujeta tudi po zgovornosti, žlop je namreč najbolj brbljavo bitje pod soncem, medtem ko je polž eden najbolj molčečih.
Žlopi živijo v deželi Žlopaniji, ki je žlopaste oblike. Najbolj spoštovana in cenjena rastlina v Žlopaniji je štiriperesna deteljica. Žlopi namreč verjamejo, da jim prinaša srečo. Zato so ti, če jim jo podariš, zelo hvaležni in te zato obiščejo v sanjah.
Žlopek Hu je prvak Žlopanije v hitrostnem rolkanju. Iz vrha Žlopaste stene se vrne hitreje, kot se iz gore vrne odmev.
Ata Oto je prvak Žlopanije v igri skrivalnic. Iz svoje pipe pihne teko velik oblak, da se lahko skrije v njem.
Ded Aldo je prvak Žlopanije v stiskanju vsega, kar je mogoče stisniti.
Žlopka Žužu pripravlja osvežilni napitek  iz prve jutranje rose zoper zaspanost in lenobo.
Mama Jo nabira najčistejše bisere iz jezerskih globin. Iz njih izdeluje ogrlice, ki varujejo pred nevarnostjo in prinašajo srečo.
Babica Vilma iz potočnih zeli in jezerske leče kuha čarobno mažo zoper slabe lastnosti.

## Knjige o žlopih
Velika dirka
Žlopek Hu in njegovi prijatelji spopadejo s časom in mnogimi preprekami. Knjiga je izšla leta 2000.
Policaj Berti
Med počitnicami pride v Žlopanijo na obisk striv Berti - po poklicu policaj. Sprejmejo ga s posebnim spoštovanjem. Vsi so že mislili, da bodo počitnice minile mirno, toda kmalu spoznajo, da so se prave težave šele začele. Knjiga je izšla leta 2001.
Poraz in zmaga
Mladi žlopki tekmujemo med seboj. Odločilen spopad tistega tedna pa je spopad med Hujem in Popkom. V napeti tekmi lahko zmaga le eden, vendar kmalu spoznata, da tudi poraz ni tako boleč, kot se zdi na prvi pogled. Knjiga je izšla leta 2001.
Zlato kraljestvo
Zgodba pripoveduje o izginotju Žužu. Hu je že bil ves obupan zaradi neuspelega iskanja, ko so mu ptice povedale, da so slišale njeno pesem v soteski. Poda se v sotesko, mimo mogočnih slapov in prijateljev, ki so ga vodili do Žužu. Končno jo najde napravljeno v svileno poročno obleko. Knjiga je izšla leta 2001.
Planet Jojo
Mojster Jojo podari Žlopku Huju prav poseben, srebrni jojo, ki pa ni čisto navadna igrača. Hu kmalu ugotovi, v čem je njegova skrivnost. Knjiga je izšla leta 2002.